# Barbuligobius boehlkei
Barbuligobius boehlkei és una espècie de peix de la família dels gòbids i de l'ordre dels perciformes.

## Morfologia
- Els mascles poden assolir 2 cm de longitud total.[3][4]

## Hàbitat
És un peix marí, de clima tropical i demersal que viu entre 5-12 m de fondària.

## Distribució geogràfica
Es troba a Austràlia, Chagos, Indonèsia, el Japó (incloent-hi les Illes Ryukyu), Sud-àfrica i Taiwan.

## Observacions
És inofensiu per als humans.